# Bitva u Dorylaia
V bitvě u Dorylaia se 1. července 1097 střetlo vojsko účastníků první křížové výpravy se seldžuckými Turky. Křižáci dosáhli v této bitvě vítězství, načež prošli téměř bez odporu celou Malou Asií a pokračovali k Antiochii, zatímco Turci se stáhli dále na východ.

## Pozadí a průběh bitvy

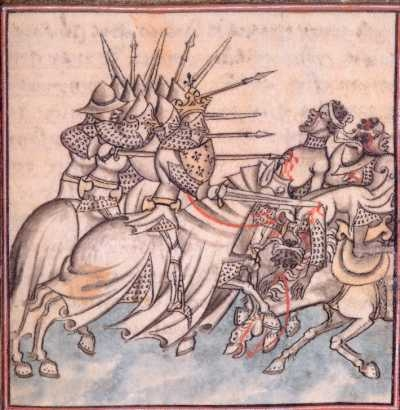
Výjev z bitvy u Dorylaia, 12. století

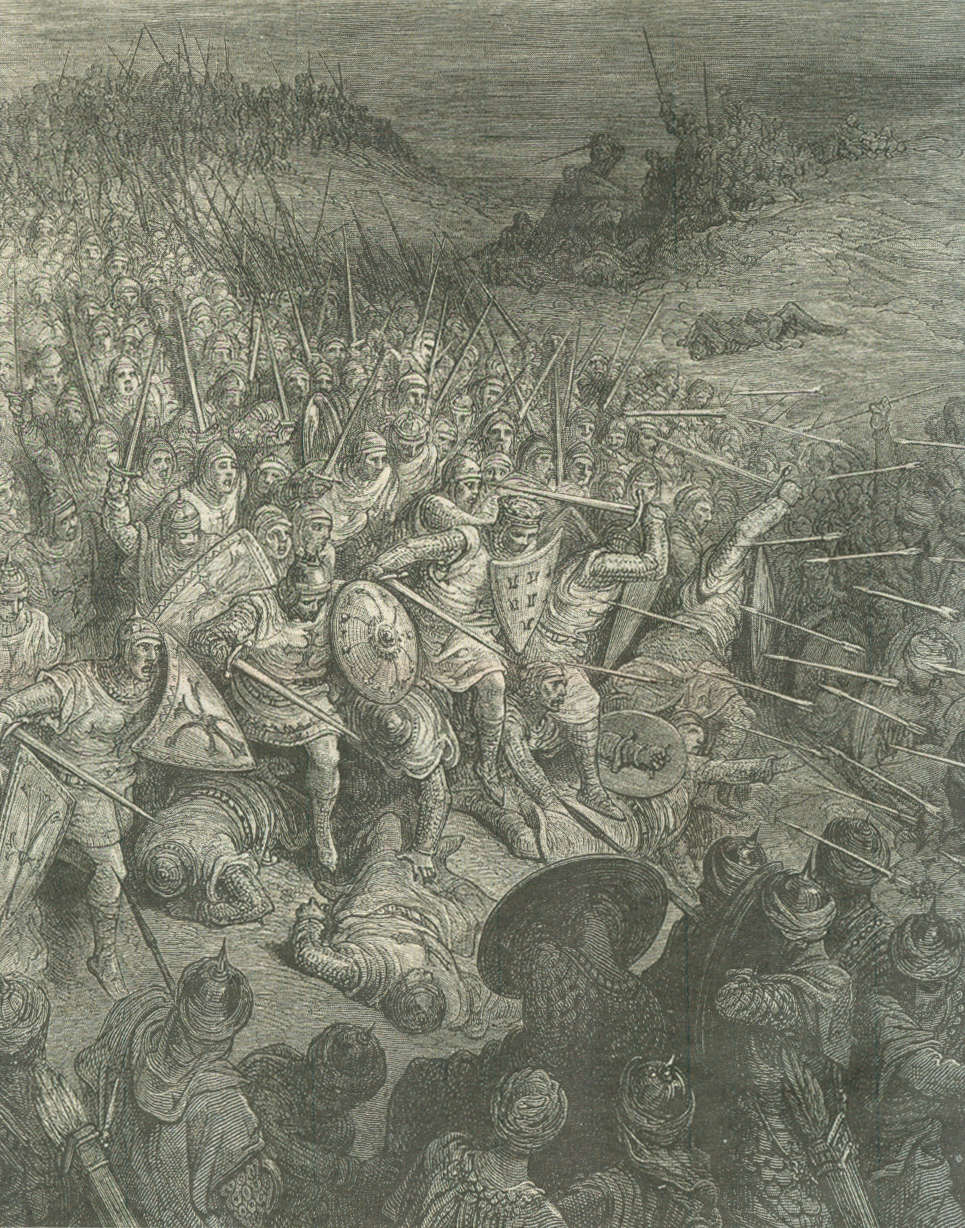
Bitva u Dorylaia (Gustave Doré)

Jestliže v prvé srážce pod Nikaiou doplatil ikonyjský sultán Kilič Arslan na své podcenění vojenské síly západních rytířů, potom vzápětí po zahájení pochodu křižáci těžce doplatili na svou nedostatečnou znalost turecké bojeschopnosti. Kilič Arslan totiž hned po svém neúspěchu u Nikaie zmobilizoval posily od svých vazalů na východě, dal bedlivě sledovat pohyb křižáckého vojska a rozhodl se je zničit překvapivým útokem u městečka Dorylaia. Když Turci zaútočili, jejich lehká jízda zasypala západní rytíře mračny šípů, ale nepřibližovala se na dosah sečných zbraní. Bohemund, jeden z vůdců výpravy, nařídil stáhnout se do středu tábora, kde měli vyčkat na druhou rytířskou linii, která šla kvůli zásobování pár hodin za nimi. Turci nedokázali zabránit spojení obou franských vojsk, čímž umožnili rytířům zformovat se do protiútoku. Těžkou zbrojí vybavení rytíři měli v boji zblízka jasnou převahu, následně se křižákům podařilo Turky obklíčit, čímž bylo o bitvě rozhodnuto.

## Pozdější události
Po zlomení tureckého odporu se křižácká vojska přesunula Malou Asií, obsadila krátce sídlo sultánů Ikonion a po jedné menší srážce s armádou Kilič Arslána se přesunula do Levanty, kde první křížová výprava vyvrcholila dobytím města Jeruzaléma, vytvořením Jeruzalémského království a dalších několika křižáckých států.